# Picco (vela)
Il picco è l'asta diagonale che serve, in una vela aurica, a tenere alto l'angolo superiore della vela. Negli Optimist è regolabile con un piccolo paranco che riduce a metà lo sforzo.